# Dobšice nad Cidlinou (nádraží)
Dobšice nad Cidlinou jsou železniční stanice v obci Dobšice v okrese Nymburk. Leží v km 6,784 železniční tratě Velký Osek – Choceň. Stanice byla otevřena v roce 1888 spolu s tratí z Velkého Oseka do Chlumce nad Cidlinou.

## Provozní informace
Stanice má tři dopravní koleje a dvě nástupiště. Stanice je vybavena reléovým zabezpečovacím zařízením AŽD 71 s tlačítkovou volbou. Ve stanici není možnost zakoupení si jízdenky a trať procházející zastávkou je elektrizovaná stejnosměrným proudem 3 kV. Provozuje ji Správa železnic.

## Doprava
Pro nástup a výstup cestující zde zastavují pouze spěšné vlaky, které jezdí trasu (Čáslav –) Stará Paka – Chlumec nad Cidlinou – Trutnov hl. n. Dále zde projíždí rychlíky na trase Praha – Hradec Králové – Trutnov.